# 20th Anniversary
20th Anniversary는 신승훈이 데뷔한지 정확히 20주년이 되는 2010년 11월 1일에 발매한 20주년 기념 앨범이다. 1CD에는 신승훈이 20년동안 활동했던 곡을 새로이 편곡해 불렀으며, 2CD에는 후배들이 신승훈에게 헌정한 곡이나, 헌정(Tribute)라는 단어대신 신승훈 본인은 신승훈 &  Friends의 일환에서 부른 것이라 밝혔다.

## 음반
데뷔 20주년 기념으로 20th Anniversary을 발표했다. 신승훈이 가수로써의 지난 20주년을 정리하고, 새로운 20주년을 준비하기 위한 초석이 되는 앨범이기도 하다. 타이틀곡은 "You Are So Beautiful"이다. 이 앨범은 그가 20년동안 활동했던 곡들의 일부가 수록되었으며, 1CD와 2CD로 구성되어있다. 1CD에는 신승훈이 본인의 곡을 현대적 감각에 맞춰 새로이 편곡하여 불렀으며, 1CD에는 피아니스트 이루마, 유키 구라모토 2CD에는 클래지콰이, 정엽, 다비치, 2AM, 나비, 알리, 탐탐, 싸이, 슈프림팀과 같은 후배들이 자기들만의 색깔로 신승훈의 노래를 부른 것이 수록되었다.

## 수록곡
CD-ONE
| #             | 제목                                         | 작사             | 작곡                          | 비고          | 재생 시간 |
| ------------- | -------------------------------------------- | ---------------- | ----------------------------- | ------------- | --------- |
| 0.            | 무제                                         |                  |                               |               | 3:58      |
| 1.            | 〈You Are So Beautiful〉 (Piano With Yiruma) | 김이나           | 신승훈                        |               | 4:36      |
| 2.            | 〈미소속에 비친 그대〉                       | 신승훈           | 신승훈                        |               | 4:27      |
| 3.            | 〈보이지 않는 사랑〉                         | 신승훈           | 신승훈                        |               | 4:18      |
| 4.            | 〈그 후로 오랫동안〉                         | 신승훈           | 신승훈                        |               | 4:23      |
| 5.            | 〈나보다 조금 더 높은 곳에 니가 있을 뿐〉    | 신승훈           | 신승훈                        |               | 4:28      |
| 6.            | 〈오랜 이별 뒤에〉 (Quartet ver.)            | 김창환           | 신승훈                        |               | 4:13      |
| 7.            | 〈I Believe〉 (Guitar ver.)                  | 양재선           | 신승훈 ・ 김형석              |               | 4:44      |
| 8.            | 〈가을빛 추억〉                              | 유정연           | 유정연                        |               | 3:52      |
| 9.            | 〈소녀에게〉 (Hey Girl)                      | 신승훈 ・ 이풀잎 | 신승훈                        | Feat. Anny    | 5:05      |
| 10.           | 〈우연히〉 (Feat. 윤희중)                    | 박광현           | 박광현                        |               |           |
| 11.           | 〈처음 그 느낌처럼〉                         | 김창환           | 천성일                        |               | 4:11      |
| 12.           | 〈가잖아〉 (Piano inst. Yuhki Kuramoto)      |                  | 신승훈 (편곡: Yuhki Kuramoto) |               | 4:11      |
| 13.           | 〈You Are So Beautiful〉 (Inst.)             |                  | 신승훈 (편곡: 신승훈)         |               | 4:47      |
| 총 재생 시간: | 총 재생 시간:                                | 총 재생 시간:    | 총 재생 시간:                 | 총 재생 시간: | 57:13     |

CD-TWO
| #             | 제목                                        | 작사             | 작곡          | Vocal            | 재생 시간 |
| ------------- | ------------------------------------------- | ---------------- | ------------- | ---------------- | --------- |
| 1.            | 〈엄마야〉                                  | 신승훈 ・ 한경혜 | 신승훈        | 클래지콰이       | 4:07      |
| 2.            | 〈나비효과〉                                | 원태연           | 신승훈        | 정엽             | 4:26      |
| 3.            | 〈두 번 헤어지는 일〉                       | 신승훈           | 신승훈        | 다비치           | 4:12      |
| 4.            | 〈널 위한 이별〉                            | 신승훈 • 양재선  | 신승훈        | 2AM              | 3:06      |
| 5.            | 〈전설속의 누군가처럼〉                     | 신승훈           | 신승훈        | 나비, 알리, 탐탐 | 4:57      |
| 6.            | 〈비상 (飛上)〉 (Rap making : 싸이)         | 심현보           | 신승훈        | 싸이             | 3:17      |
| 7.            | 〈로미오 & 줄리엣〉 (Rap making : 슈프림팀) | 신승훈           | 신승훈        | 슈프림팀         | 3:07      |
| 총 재생 시간: | 총 재생 시간:                               | 총 재생 시간:    | 총 재생 시간: | 총 재생 시간:    | 27:12     |

## 제작진
- Producer & Director : 신승훈
- Executive Producer : 신승훈
- Recording Engineer : 노양수, 정두석, 구종필, 이재훈, 이충주, 문수정, 임승현
- Recording Studio : Booming Sound, T Studio, Mojo Sound, Vibe Studio, Red Box, Music Cube, Dorothy Studio
- Mastering Engineer : 최효영 at Sonic Korea
- Management : 전승휘이사, 김주연
- Presented by : 도로시컴퍼니(주)